# 高橋和利
高橋 和利（たかはし かずとし、1977年 - ）は、日本の生命科学者。京都大学iPS細胞研究所准教授。奈良先端科学技術大学院大学博士（バイオサイエンス）。広島県広島市出身。

## 人物
生物学とは無関係の同志社大学工学部を卒業した。その後、山中伸弥が奈良先端科学技術大学院大学に助教授として赴任し、1999年に初めて研究室をもった翌年、学生が誰もいなかった山中研究室に、最初に徳澤佳美や海保英子と共に大学院生として入った。京都大学に赴任した山中に伴い、博士号取得後、研究室ごと再生医科学研究所に移籍、2006年から特任助手、2008年から助教、2009年から講師を務める。2015年以降の研究拠点は米グラッドストーン研究所（2018年5月現在研究員）である。

## 人工多能性幹細胞の発見
奈良先端科学技術大学院大学の山中研究室で、人工多能性幹細胞（iPS細胞）発見時の実験を担当した。ES細胞で発現する24個の遺伝子をマウス繊維芽細胞に導入すると、多能性幹細胞が発生した。その後、24個の遺伝子から必要なものを選択する方法を山中が考えていると「あまり難しく考えないで、導入する遺伝子を1個ずつ減らしてみてはどうか。」と提案、Oct4、Sox2、Klf4、c-Mycの4つのリプログラミング遺伝子（山中因子）の同定を成功させた。2006年のマウスのiPS細胞発見の論文は山中と高橋の共著。

## 受賞歴
- 2002年および2005年 奈良先端科学技術大学院大学最優秀学生賞受賞
- 2007年 日経BP技術賞医療・バイオ部門賞受賞
- 2009年 京都大学湯川・朝永奨励賞受賞[8]
- 2010年 東京テクノ・フォーラム21ゴールド・メダル賞受賞
- 2011年 第1回国際幹細胞学会マキュアンセンター・イノベーション賞 (ISSCR McEwen Centre Award for Innovation) 受賞[9]
- 2012年 ニューヨーク幹細胞基金ロバートソン賞受賞[10]、奈良先端科学技術大学院大学同窓会栄誉賞
- 2013年 全日本病院協会・日本病院会・サノフィ共催第1回「明日の象徴」受賞

## 経歴
- 2000年 同志社大学工学部物質化学工学科（現・理工学部化学システム創成工学科）卒業
- 2002年 奈良先端科学技術大学院大学バイオサイエンス研究科動物分子工学講座博士前期課程修了
- 2005年 同 博士後期課程 修了 博士（バイオサイエンス）
- 2004-2005年 日本学術振興会特別研究員（受入機関、奈良先端科学技術大学院大学)
- 2005-2006年 日本学術振興会特別研究員（受入機関、京都大学再生医科学研究所再生誘導研究分野）
- 2006-2008年 京都大学再生医科学研究所再生誘導研究分野特任助手
- 2008-2009年 京都大学 物質-細胞統合システム拠点 iPS細胞研究センター 助教
- 2009年 京都大学　物質-細胞統合システム拠点・iPS細胞研究センター　講師
- 2010年 京都大学iPS細胞研究所講師
- 2020年京都大学iPS細胞研究所准教授